# Christisonia saulierei
Christisonia saulierei är en snyltrotsväxtart som beskrevs av Stephen Troyte Dunn. Christisonia saulierei ingår i släktet Christisonia och familjen snyltrotsväxter. Inga underarter finns listade i Catalogue of Life.